# Plectrocnemia eccingoma
Plectrocnemia eccingoma är en nattsländeart som beskrevs av Malicky och Chantaramongkol 1993. Plectrocnemia eccingoma ingår i släktet Plectrocnemia och familjen fångstnätnattsländor. Inga underarter finns listade i Catalogue of Life.